# 秋永月三
秋永 月三（あきなが つきぞう、1893年（明治26年）12月21日 - 1949年（昭和24年）4月23日）は、日本の陸軍軍人。内閣綜合計画局長官。最終階級は陸軍中将。

## 経歴
大分県で、村長・秋永澄蔵の三男として生まれる。中津中学校（現大分県立中津南高等学校）を経て、1915年（大正4年）5月、陸軍士官学校（27期）を卒業し、同年12月、砲兵少尉に任官し野砲兵第23連隊付となる。1918年（大正7年）11月、陸軍砲工学校高等科を卒業。1924年（大正13年）11月、陸軍大学校（36期）を卒業し、同年12月、野砲兵第23連隊中隊長に就任。野戦重砲兵第3連隊中隊長、陸軍省整備局付勤務、整備局課員を経て、1927年（昭和2年）4月から1930年（昭和5年）3月まで陸軍派遣学生として東京帝国大学経済学部で聴講した。
その後、整備局課員、軍務局課員、関東軍参謀を務め、1935年（昭和10年）8月、砲兵中佐に昇進。野戦重砲兵第6連隊付、留守第6師団参謀を経て、1937年（昭和12年）9月、福岡県久留米市の第18師団参謀となる。同年12月、兵科を航空兵に転科し航空兵中佐となる。1938年（昭和13年）3月、航空兵大佐に進んだ。
1938年5月、商工省臨時物資調整局計画課長、1939年（昭和13年）8月1日に企画院調査官に就任した。任期中の1941年（昭和16年）3月1日に陸軍少将へ昇進し、同年4月7日に企画院第1部長に就任した。1943年（昭和18年）5月から9月まで、第17軍参謀長を務めブーゲンビル島の守備を担当。西部軍司令部付に発令され、同年10月に帰国して入院した。1944年（昭和19年）3月に陸軍航空本部付となり、同年10月26日に陸軍中将へ昇進した。その後、軍需官・中国軍需監理部長を務めた。戦争末期、日本の真の国力を知りたいという鈴木貫太郎首相からの意向を受けた内閣書記官長の迫水久常（企画院時代の部下）が、その責任者として秋永を上申し、1945年（昭和20年）4月内閣綜合計画局長官に就任した。秋永は鈴木の指示に従って綜合計画局で調査をおこない、その結果はまとめられて1945年6月の最高戦争指導会議に『国力の現状』として提出された。同年7月、陸軍兵器行政本部付となり、同年12月、予備役に編入された。
1947年（昭和22年）11月28日、公職追放仮指定を受けた。その後、三光物産社長を務めた。